# San Pedro Denxhi Segundo Cuartel
San Pedro Denxhi Segundo Cuartel är en ort i Mexiko, tillhörande kommunen Aculco i den nordvästra delen av delstaten Mexiko, i den centrala delen av landet. Orten hade 665 invånare vid folkräkningen 2010.